# Bullet (Physik-Engine)
Bullet ist eine freie Physik-Engine, die 3D-Kollisionserkennung, Simulation von Physik starrer Körper und Simulation von nicht-elastischer Physik mit Deformationen unterstützt. Sie wird in der Computerspiel-Entwicklung und für visuelle Effekte in Filmen verwendet. Die Bullet Physics Library wird unter der Zlib-Lizenz veröffentlicht. Der Hauptautor Erwin Coumans arbeitete von 2003 bis 2010 für Sony Computer Entertainment, bis 2014 für AMD, bis 2022 für Google und seitdem für Nvidia.

## Merkmale
- Simulation von Physik starrer Körper (rigid body dynamics)
- Simulation nicht-elastischer Physik von Stoffen, Seilen und deformierbaren Objekten (soft body dynamics)
- Diskrete und stetige Kollisionserkennung.
- Bei der Kollisionserkennung werden folgende Formen unterstützt: Kugel, Quader bzw. Würfel (Box), Zylinder, Kegel, Konvexe Hülle über den GJK-Distanzalgorithmus, nicht-konvexe Objekte und Dreiecksnetze.
- Eine große Auswahl an Zwangsbedingungen (constraints) für das Verhalten der Objekte.
- Plug-ins für Maya, Softimage, Integrationen für Houdini, Cinema 4D, LightWave 3D und Blender sowie eine Importmöglichkeit für COLLADA 1.4 Physik-Inhalt.
- Optionale Optimierungen für die PlayStation 3 Cell SPU, CUDA und OpenCL.[3]

## Projekte die Bullet verwenden

### Kommerzielle Spiele
Zu Computerspielen, die von professionellen Spiele-Entwicklern geschaffen wurden und Bullet als Physik-Engine verwenden, zählen unter anderem:
- Mit der Blender Game Engine entwickelte Spiele.
- Toy Story 3 Video Spiel veröffentlicht von Disney Interactive Studios.[4]
- Grand Theft Auto IV, Grand Theft Auto V und Red Dead Redemption von Rockstar Games.[5]
- Trials HD von RedLynx.[6]
- Free Realms von Sony Online Entertainment.[7]
- Hot Wheels: Battle Force 5.[8]
- Madagascar Kartz, veröffentlicht von Activision.[9]
- Regnum Online von NGD Studios ist ein Fantasy-MMORPG, welches mit einem großen Update Bullet als neue Physik-Engine implementierte.
- Blood Drive, veröffentlicht von Activision.[10]
- Hydro Thunder Hurricane, entwickelt von Vector Unit und veröffentlicht von Microsoft Game Studios.
- Euro Truck Simulator 2, entwickelt von  SCS Software.
- Rocket League, entwickelt von Psyonix.
- Stormworks: Build and Rescue, entwickelt von Geometa.

### Filme
Heutzutage verwenden auch Filmstudios Physik-Simulatoren für Spezialeffekte in Filmen. Kommerzielle Filme, in denen dazu Bullet-Physik verwendet wurde, sind unter anderem:
- 2012 von Digital Domain.[11][12]
- Hancock von Sony Pictures Imageworks.[13]
- Bolt – Ein Hund für alle Fälle von Walt Disney Animation Studios nutzten Bullet durch das Dynamica Maya Plug-in.[14]
- Das A-Team – Der Film von Weta Digital.[15]
- Sherlock Holmes von Framestore.[16]
- Megamind und Für immer Shrek von DreamWorks Animation.[17]

### 3D Autorentools
- Blender ist eine freie 3D-Grafiksoftware, die Bullet-Physik für Animationen und die interne Blender Spiel-Engine verwendet.
- Carrara Pro unterstützt Bullet ab Version 8.[18]
- Cheetah3D nutzt Bullet für die Physik-Simulation ab Version 6.0.
- Cinema 4D implementiert mit Version 11.5 Bullet als Teil des Modynamics Systems.[19]
- Houdini verwendet Bullet für dynamischen Inhalt ab Version 12.0. Für frühere Versionen gibt es ein Open Source Plug-in.
- LightWave 3D CORE.[20]
- Modo Recoil
- Softimage erhält durch das Momentum Plug-in Bullet-Support.
- Maya integriert Bullet durch das Golaem Crowd Plug-in von Golaem.[21]

### Open Source und andere
- OpenSimulator ist eine Open-Source-Server-Software für den Betrieb virtueller Welten mit Bullet als einer der optionalen Physik-Engines; seit 2014 ist Bullet der voreingestellte Standard.[22]
- 3DMark von Futuremark.[23]
- Panda3D integriert Bullet.
- GameKit besitzt eine Integration von Bullet.
- OGRE stellt durch das OgreBullet[24] Add-On eine Integration zur Verfügung.
- Irrlicht Engine stellt mehrere Bullet Integrationen zur Verfügung: Bullet Physics Wrapper, irrBP und GameKit.[25]
- OpenSceneGraph integriert Bullet über die osgBullet Bibliothek.[26][27]
- Crystal Space Spiel-Engine wechselte zu Bullet als Physik-Engine.
- Physics Abstraction Layer bietet ein universales Interface für diverse Physik-Engines, unter anderem für Bullet, an.
- C4 Engine ist eine proprietäre Spiel-Engine von Terathon Software LLC, die durch JamesH eine Bullet Integration bekommen hat.[28]
- jMonkeyEngine, eine in Java programmierte Spiel-Engine.[29]
- Blitz3D integriert Bullet durch den BlitzBullet[30] Wrapper.
- Maratis3D ist eine Spiel-Engine, die Bullet als Physik-Engine verwendet.
- Pybullet ist ein Bullet Wrapper für Python.
- DFPGE ist eine Open Source Grafik-Engine, die Bullet für Physik-Simulationen verwendet.
- V-REP Roboter-Simulator unterstützt Bullet als Physik-Engine.
- ENIGMA Development Environment, eine Open Source Entwicklungsumgebung für Spiele.
- ammo.js ist ein JavaScript-Port von Bullet und kann z. B. zusammen mit dem 3D-Framework Three.js[31] auf Basis von WebGL verwendet werden.
- Godot ist eine Spiel-Engine, die ab Version 3.0 die Bullet Physik-Engine nutzt.[32]
- GFX[33] ist ein Open Source C# Game Framework, welche einen Wrapper der Bullet Physik-Engine nutzt.